# Alhabia
Alhabia – gmina w Hiszpanii, w prowincji Almería, w Andaluzji, o powierzchni 16,39 km². W 2011 roku gmina liczyła 680 mieszkańców.